# Лоза Ярослав Іванович
Ярослав Іванович Лоза́ (нар. 23 жовтня 1936, Кусеничі) — український скульптор, педагог.

## Життєпис
Народився 23 жовтня 1936 року в селі Кусеничі (пол. Kosienice), Перемишльський повіт. Закінчив Львівське училище прикладного мистецтва. 1970 року закінчив Львівський інститут прикладного та декоративного мистецтва. Викладач у Львівському державному коледжі декоративного і ужиткового мистецтва імені Івана Труша. Творить у галузі станкової і монументальної скульптури. Співпрацює із Львівською кераміко-скульптурною фабрикою. Член Національної спілки художників України від 1987 року.

## Роботи
Монументальні

Пам'ятник «Колона Свободи» у Дрогобичі (2005)

- Пам'ятники Тарасові Шевченку в селах Мельнич (1967)[3], Перегноїв (1971)[4], Любинці (1989, архітектор Володимир Блюсюк).[5]
- Пам'ятник загиблим землякам у селі Чернилява (1975, архітектор Р. Гром).[6];
- Пам'ятник радянським солдатам у селі Осталовичі (1985, архітектор Й. Буковинський)[7];
- Проєкт пам'ятника Байді Вишневецькому у Вишнівці (1992, архітектор Володимир Блюсюк)[8];
- Пам'ятник Тарасові Шевченку в селі Лівчиці Жидачівського району (1992, архітектор Володимир Блюсюк)[9];
- Проєкт пам'ятника митрополитові Андрею Шептицькому у Львові (1993)[1];
- Пам'ятник Мирону Тарнавському в селі Барилів (1994)[1];
- Пам'ятник Богданові Хмельницькому в селі Поздимир (1995)[1];
- Пам'ятник воїнам УПА у Дрогобичі (2000)[1];
- Проєкт пам'ятника Володимирові Кубійовичу у Львові. Створений для конкурсу 2001 року, де здобув друге місце (перше не присуджувалось). Співавтори скульптор Володимир Лоза, архітектор Володимир Блюсюк[10];
- Пам'ятник Степанові Бандері в Дублянах (2002, співавтори скульптор Володимир Лоза, архітектори Володимир Блюсюк та Микола Шпак).[11];
- Меморіальна таблиця Євгенові Храпливому в Дублянах (2002)[1];
- Проєкт пам'ятника В'ячеславові Чорноволу у Львові (2004)[1];
- Пам'ятник «Колона Свободи» у Дрогобичі (2005)[12];
- Хресна дорога в селі Страдч (2005)[1];
- Пам'ятник Дмитрові Грицаю у Верхньому Дорожеві (2008)[1].

Станкові
- «Лемківська сім'я» (1971).[1]
- «Портрет знаного шахтаря С. Загорського» (1976, тонований гіпс, 55×50×43).[13]
- «Портрет секретаря Дрогобицького окружного комітету КПЗУ Ю. Ю. Кульчицького» (1977, шамот, 60×48×50).[14]
- «Полум'я революції» (1977, тонований гіпс, 75×72).[15]
- «Жанна Лябурб», медаль (1977, бронза, 15,5×10,5, овал).[14]
- «Композитор Микола Колесса», рельєф (1979, бронза, 8×9).[16]
- «Врожай» (1979, дерево, 120×52×45).[16]
- «Ранок» (1971).[1]
- «Іван Франко», плакета (1980, бронза, лиття, 30×23).[17]
- «Станіслав Людкевич», медаль (1980, бронза, лиття, діаметр 6[18], за іншими даними 1978[1]).
- «Полум'я революції», плакета (1980, карбована мідь, 26×38).[18]
- «В. І. Ленін», плакета (1981, кераміка, 11×9).[17]
- «Ольга Кобилянська», плакета (1982, гальванопластика, 14×11).[17]
- «Іван Франко», медаль (1984, бронза, діаметр 8,2).[19]
- «Вічний революціонер» (1986, дерево, 60×40×43).[19]
- Портрет поета Василя Симоненка (1989, дерево, 50×41×45).[20]
- «Флора» (2009, червоне дерево, 60×20×20).[2]